# Цькування на робочому місці
Цькування на робочому місці, також булінг на робочому місці (від англ. bullying — залякування, цькування, насилля) – це повторюване погане поводження з боку інших на робочому місці, яке завдає фізичної чи емоційної шкоди. Це поводження може включати вербальне, невербальне, психологічне та фізичне насильство, а також приниження. Цей тип агресії на робочому місці є особливо складним, оскільки, на відміну від типових нападників у шкільному цькуванні, нападники на робочому місці часто діють у межах встановлених правил і політик як своєї організації, так і суспільства. У більшості випадків цькування, булінг, на робочому місці, здійснюється кимось, хто має владу над жертвою. Однак нападником також може бути колега рівний по посаді або підлеглий. 
Проводились дослідження впливу цькування на ширший організаційний контекст, а також дослідження динаміки на рівні групи, яка сприяє виникненню та продовженню цькування.  Цькування може бути прихованим або явним, іноді непомітним для керівництва, хоча і широко відомим у всій організації. Негативні наслідки цькування на робочому місці не обмежуються лише жертвами та потенційно можуть призвести до зниження мотивованості працівників і змін в організаційній культурі.  Цькування на робочому місці також може проявлятися у надмірному нагляді, постійній критиці та перешкоджанні просуванню по кар'єрі. 

## Визначення
Хоча не існує загальноприйнятого формального визначення цькуванню на робочому місці, і деякі дослідники сумніваються, чи можливе єдине уніфіковане визначення через його складні та багатогранні форми , кілька дослідників намагалися дати йому визначення:
- Згідно широковідомого визначення Олвеуса, [5] «[цькування на робочому місці — це] ситуація, в якій одна або кілька осіб систематично та протягом тривалого періоду часу сприймають себе мішенню негативного ставлення з боку однієї або більше осіб у ситуації, в якій особа (особи), які зазнала негативного ставлення, не може захиститись від такого поводження».
- Згідно з Ейнарсеном, Хоелем, Цапфом і Купером, [6] «цькування на роботі означає переслідування, образи, соціальне виключення когось або негативний вплив на чиїсь робочі завдання. Щоб застосувати термін "переслідування", або "цькування", взаємодія чи процес має відбуватися неодноразово та регулярно (наприклад, щотижня) і протягом певного періоду часу (наприклад, шість місяців). Цькування — це ескальований процес, в ході якого особа, яка протистоїть, опиняється в приниженому становищі і стає об’єктом систематичних негативних соціальних дій».
- За словами Трейсі, Лутген-Сандвіка та Альбертса, дослідників, які співпрацюють з проектом Університету штату Арізона для здоров’я, роботи й життя [7], знущання на робочому місці найчастіше є «поєднанням методів, у яких використовуються численні типи ворожого спілкування та поведінки. " [8]
- Гері та Рут Намі [9] визначають знущання на робочому місці як «повторюване, шкідливе для здоров’я погане поводження, словесні образи або поведінку, яка є погрозливою, принизливою, залякуючою, або саботаж, що заважає роботі або якоюсь комбінацією усіх цих проявів».
- Памела Лутген-Сандвік [10] розширює це визначення, заявляючи, що знущання на робочому місці – це «постійна вербальна та невербальна агресія на роботі, яка включає особисті напади, соціальний остракізм та безліч інших болючих повідомлень і ворожих взаємодій».
- Кетрін Меттіс і Карен Гарман визначають цькування на робочому місці як «систематичне агресивне спілкування, маніпулювання роботою та дії, спрямовані на приниження гідності однієї або кількох осіб, які створюють нездоровий і непрофесійний дисбаланс сил між нападниками та жертвами, що призводить до психологічних наслідків для жертв і їх колег, і завдає величезної фінансової шкоди організації».
- Докторка Ян Кірхер [11] намагається переосмислити знущання на робочому місці. Вона називає постійну агресію на робочому місці, як проблему, яка розглядається переважно через призму індивідуального конфлікту, а не як проблему організаційної культури: «Одне з найбільших помилкових уявлень, які мають люди про знущання на робочому місці це те, що воно схоже на конфлікт, і тому постійна агресія на робочому місці розглядається як конфлікт». Однак, за словами Кірхер, такий підхід є згубним і фактично заважає організаціям ефективно запобігати, справлятися чи вирішувати ситуації знущання в робочому середовищі.
- Найпоширеніший тип скарги, що подається до Комісії з рівних можливостей при працевлаштуванні США, пов’язаний із помстою, коли роботодавець переслідує або цькує працівників за те, що вони протистоять незаконній дискримінації. [12] Патриція Барнс, авторка книги «Surviving Bullies, Queen Bees & Psychopaths in the Workplace», стверджує, що роботодавці, які залякують, є критично важливим, але часто забутим аспектом проблеми в Сполучених Штатах.

Оскільки це може відбуватися в різних контекстах і формах, також корисно визначити знущання на робочому місці за ключовими ознаками, якими має ця поведінка. Цькування характеризується такими рисами: 
- Повторення (відбувається регулярно)
- Тривалість (не зупиняється)
- Ескалація (наростання агресії)
- Нерівність сил (жертві не вистачає сили, влади, щоб успішно захистити себе)
- Зумисність

### Стать
З точки зору статі, Інститут знущань на робочому місці (2007)  стверджує, що жінки мають більший ризик стати об’єктом знущань, оскільки 57% тих, хто повідомив, що стали об’єктами знущань, були жінками. Чоловіки більш схильні брати участь в залякуванні (60%), однак, коли нападницею є жінка, з більшою вірогідністю її жертвою також є жінка (71%). 
У 2015 році Національне опитування щодо охорони здоров’я виявило, що жінок (8%), які зазнавали погроз, знущань або переслідувань, більше, ніж чоловіків. 

## Типологія цькування
З деякими варіаціями низка дослідників прийняла наступну типологію цькування на робочому місці. Типологія визначає п'ять різних категорій. 
1. Загроза професійному статусу – у тому числі знецінення думки, публічне професійне приниження, звинувачення щодо відсутності зусиль, залякуюче використання процедур дисциплінування чи контролю компетентності.
2. Загроза особистому статусу – у тому числі підривання довіри людині, деструктивні натяки та сарказм, недоречні жарти про жертву, постійне дражнення, обзивання, образи, залякування.
3. Ізоляція – у тому числі запобігання доступу до можливостей, фізична чи соціальна ізоляція, приховування необхідної інформації, виключення жертви з комунікації, утримання жертви поза процесом, ігнорування або виключення.
4. Надмірна робота, включаючи надмірний тиск, недотримання термінів, непотрібні зриви.
5. Дестабілізація – у тому числі невизнання хорошої роботи, безглузді завдання, зняття відповідальності, повторне нагадування про помилки, встановлення цілі на провал, зміна цілей без повідомлення жертві.

## Тактика
Дослідження Інституту цькування на робочому місці свідчать про 25 найпоширеніших методик знущання на робочому місці: 
1. Помилково звинуватив когось у «помилках», які насправді не зробили (71%).
2. Витріщився, зиркнув, невербально залякував і явно демонстрував ворожість (68%).
3. Несправедливо знецінив думки чи почуття людини («о, це дурниця») під час зустрічей (64%).
4. Використовував «мовчазне поводження», щоб ізолювати та відокремити жертву від інших (64%).
5. Демонстрував начебто неконтрольовані зміни настрою перед групою (61%).
6. Вигадані на ходу правила, яких навіть нападник не дотримується (61%).
7. Зневажив задовільною або зразковою якістю виконаної роботи, попри докази (дискредитація) (58%).
8. Жорстко і постійно критикував, маючи інший стандарт для жертви (57%).
9. Започаткував або не припинив деструктивні чутки чи плітки про людину (56%).
10. Заохочували людей виступати проти жертви (55%).
11. Виділив та ізолював жертву від інших колег соціально чи фізично (54%).
12. Публічна груба, непристойна, але не протизаконна поведінка (53%).
13. Верещав, кричав, влаштовував істерики на очах інших, щоб принизити людину (53%).
14. Присвоїв заслуги за роботу, виконану іншими (плагіат) (47%).
15. Зловживав процесом оцінювання, брешучи про продуктивність людини (46%).
16. Заявив, що жертва «проблемна, строптива, конфліктна» за невиконання базових вказівок (46%).
17. Використовував конфіденційну інформацію про людину для приниження приватно чи публічно (45%).
18. Помстився особі після подання скарги (45%).
19. Висловлював словесні приниження/образи на основі статі, раси, акценту, віку чи мови, інвалідності (44%).
20. Призначив небажану роботу як покарання (44%).
21. Створював нереалістичні вимоги (навантаження, терміни, обов'язки) для жертви (44%).
22. Розгорнув безпідставну кампанію з метою вижити людину; роботодавець не зупинив (43%).
23. Заохочував людину кинути роботу чи змінити, щоб не стикатися з подальшим поганим поводженням (43%).
24. Саботував внесок людини до командної цілі та винагороди (41%).
25. Забезпечив провал проєкту людини через невиконання необхідних завдань, таких як підписання, прийом дзвінків, робота з підрядниками (40%).